# 托勒密 (將軍)
托勒密（希臘語：Πτολεμαῖος , ?—前309年），是安提柯麾下的將軍，也是他的侄子。他的父親托勒密是安提柯的弟弟。另外，他很可能是特里帕拉迪蘇斯分封協議中腓力三世的四位新任近身護衛官其中一人。
托勒密首度在前320年出現在歷史舞台上，當時他和他叔叔安提柯一同圍攻歐邁尼斯所在的要塞諾拉（Nora）。當歐邁尼斯要親自出城與安提柯會談時，托勒密暫時充當為歐邁尼斯方的人質。托勒密之後受到安提柯很大的信任，且軍事地位崇高。前315年，第三次繼業者戰爭爆發，其他繼業者們決定結盟並聯合起來對抗安提柯的勢力，於是安提柯派遣托勒密率領一支大軍，派他在小亞細亞主導對付卡山德的入侵，托勒密迅速進入卡帕多細亞，解救被卡山德將軍圍攻的阿米蘇斯。後來托勒密還前去對付比提尼亞統治者芝普特斯一世，迫使比提尼亞加入安提柯陣營。托勒密隨後往南進軍，進入了愛奧尼亞境內，當時率領埃及艦隊的塞琉古聽聞托勒密軍接近，被迫撤離。緊接著，托勒密繼續往進攻卡里亞總督阿桑德，同時雅典的密爾米頓前來援救阿桑德。前314年，因為阿桑德情勢危急，他的盟友卡山德派遣將軍歐波來姆斯來援，但托勒密在一次決定性突擊中徹底擊敗歐波來姆斯。
前313年夏季，安提柯親自率領一支大軍來到卡里亞，使戰局對安提柯陣營相當有優勢，托勒密在協助圍攻考納斯（Caunus）和伊阿索斯（Iasos）有活躍表現後，安提柯派他率領一支大軍前去對付卡山德，決定要把戰火帶到希臘本土，並命他為這個戰線的最高指揮官。托勒密很快就把哈爾基斯和奧羅波斯（Oropos）的卡山德駐軍驅離，並入侵阿提卡，使雅典臣服，並耀武揚威通過波奧蒂亞、福基斯和羅克裡斯（Locris），把當地的卡山德駐軍驅離，宣布這些城邦獲得獨立和自由。然而，當特勒思弗洛斯反叛的消息傳來，托勒密立即返回伯羅奔尼撒平定這場亂事 。
托勒密接著與卡山德親自率領的大軍對峙，並留在希臘直到第三次繼業者戰爭結束。然而，很可能因為安提柯並沒有對托勒密顯赫的戰功，給予應有的獎勵，當前310年馬其頓的卡山德和埃及決定發起新的戰爭時，托勒密忽然背棄他的叔叔安提柯，並與敵人卡山德和埃及的托勒密談和。此一舉動很可能是他想要在伯羅奔尼撒建立自己的勢力，但是因為這時卡山德和波利伯孔決定和解並進一步合作，這必定導致托勒密的計劃失敗。當埃及的托勒密率領艦隊來到科斯島時，他從哈爾基斯出發到科斯島，並加入埃及托勒密的艦隊。起初，埃及的托勒密給予他高規格的對待，但他雄心勃勃且心懷不軌，最後被埃及的托勒密下獄，並於前309年被毒死。

## 腳註
1. ↑   普魯塔克, 希臘羅馬名人傳, "歐邁尼斯", 10
2. ↑   西西里的狄奧多羅斯, Bibliotheca, xix. 57, 60
3. ↑   西西里的狄奧多羅斯., 62, 68
4. ↑   西西里的狄奧多羅斯., 75, 77, 78, 87
5. ↑   西西里的狄奧多羅斯., xx. 19, 27

## 來源
- 威廉·史密斯，《希腊羅馬的神話和傳記辭典》, "Ptolemaeus (7)", 波士頓, (1867)